# Kristiansand Lufthavn, Kjevik
 Ikke at forveksle med Kristiansund Lufthavn, Kvernberget.
Kristiansand Lufthavn, Kjevik er en international lufthavn, der ligger i Tveit i Kristiansand kommune, helt syd i Norge, og er den eneste større lufthavn på Sørlandet. Lufthavnen blev åbnet i 1939, og tyske Luftwaffe indtog den i 1940 og Kjevik fik stor militær betydning under anden verdenskrig.
Efter krigen blev Kristiansand Lufthavn en af Norges større lufthavne. Lufthavnen havde 1.066.702 passagerer i 2013.

## Destinationer

### Internationale destinationer
| Flyselskab                     | Destinationer              |
| ------------------------------ | -------------------------- |
| KLM Cityhopper på vegne af KLM | Amsterdam                  |
| Scandinavian Airlines System   | Alicante, Tenerife         |
| Widerøe                        | København, London Stansted |
| Wizz Air                       | Gdansk                     |

### Destinationer i Norge
| Flyselskab                   | Destinationer                                             |
| ---------------------------- | --------------------------------------------------------- |
| Norwegian Air Shuttle        | Oslo                                                      |
| Scandinavian Airlines System | Oslo                                                      |
| Widerøe                      | Bergen, Florø, Kristiansund, Stavanger, Tromsø, Trondheim |

### Charterfly
Desuden findes der nogle charterflydestinationer fra Kristiansand Lufthavn, blandt andet Las Palmas i Spanien og Chania i Grækenland.

## Transport
Der er busforbindelse med centrum af Kristiansand (11 km) og til Lillesand, Grimstad og Arendal fra lufthavnen.